# Седова, Евгения Александровна
Евгения Александровна Седо́ва (в замужестве Шелковникова; род. 18 июля 1986, Красная Нива, Курганская область) — российская биатлонистка, мастер спорта России международного класса, детский тренер по биатлону.

## Биография
Евгения Александровна Седова родилась 18 июля 1986 года в селе Красная Нива Краснонивинского сельсовета Шадринского района Курганской области, ныне село входит в Шадринский муниципальный округ той же области.
В 2001 году переехала в город Нефтеюганск Ханты-Мансийского автономного округа. Выпускница МОУ ДОД «СДЮСШОР по биатлону».
В 2009 году окончила Сургутский государственный педагогический университет, тренер-преподаватель.
Завершила спортивную карьеру в 2013 году.
С сентября 2014 года работала тренером в нефтеюганском Доме детского творчества.
Работает тренером отделения биатлон в МБУ «Спортивная школа олимпийского резерва по зимним видам спорта», город Нефтеюганск

### Юниорские и молодёжные достижения
| Год  | Место проведения    | Возраст | Инд | Спр | Пр | Эст |
| ---- | ------------------- | ------- | --- | --- | -- | --- |
| 2004 | ЧМ Оте-Морьен       | U19     | 10  | 22  | 10 | 4   |
| 2006 | ЧЕ Лангдорф-Арберси | U21     | —   | 13  | 11 | —   |
| 2007 | ЧМ Валь-Мартелло    | U21     | 1   | 5   | 18 | 4   |
| 2007 | ЧЕ Банско           | U21     | 5   | —   | —  | —   |
| 2011 | ЧЕ Валь-Риданна     | U26     | —   | 8   | 10 | 4   |
| 2012 | ЧЕ Осрблье          | U26     | —   | 27  | 25 | —   |

### Кубок мира
- 17 марта 2011 года — дебютировала в Кубке мира на этапе в Хольменколлене в спринтерской гонке, где финишировала 10-й (2-й результат среди российских спортсменок).

| Сезон                                                                                   | Дисциплина    | Этапы | Этапы | Этапы | Этапы | Этапы | Этапы | Этапы | Этапы | Этапы | Этапы  | Итог (очки/место) (по дисциплинам) | Итог (очки/место) (по дисциплинам) | Итог (очки/место) (общий) | Итог (очки/место) (общий) |
| Сезон                                                                                   | Дисциплина    | 1     | 2     | 3     | 4     | 5     | 6     | 7     | 8     | 9     | 10     | Итог (очки/место) (по дисциплинам) | Итог (очки/место) (по дисциплинам) | Итог (очки/место) (общий) | Итог (очки/место) (общий) |
| --------------------------------------------------------------------------------------- | ------------- | ----- | ----- | ----- | ----- | ----- | ----- | ----- | ----- | ----- | ------ | ---------------------------------- | ---------------------------------- | ------------------------- | ------------------------- |
| 2010/11                                                                                 | Спринт        | -     | -     | -     | -     | -     | -     | -     | -     | -     | Хол 10 | 31                                 | 57                                 | 89                        | 52                        |
| 2010/11                                                                                 | Преследование | -     | -     | -     | -     | -     | -     | -     | -     | -     | Хол 12 | 29                                 | 49                                 | 89                        | 52                        |
| 2010/11                                                                                 | Масс-старт    | -     | -     | -     | -     | -     | -     | -     | -     | -     | Хол 12 | 29                                 | 34                                 | 89                        | 52                        |
| Примечание: НФ — стартовала в гонке, но не финишировала. н/д — нет данных о результате. |               |       |       |       |       |       |       |       |       |       |        |                                    |                                    |                           |                           |
| По состоянию на 20 марта 2011 года                                                      |               |       |       |       |       |       |       |       |       |       |        |                                    |                                    |                           |                           |

## Тренеры
- Седов Александр Михайлович — первый тренер;
- Захаров Валерий Павлович — личный тренер.

## Награды и звания
- Мастер спорта России международного класса, 10 апреля 2015 года[6].

## Семья, увлечения
- Отец — Александр Михайлович Седов (род. 26 июня 1961 года), тренер по биатлону.
- Мать — Ирина Юрьевна Седова (род. 20 июля 1965 года, г. Шадринск, Курганская область), тренер высшей категории по биатлону.
- Сестра — Александра Александровна Седова (род. 26 августа 1990 года, с. Красная Нива, Курганская область), судья первой категории по биатлону (2018).

Евгения Александровна Шелковникова замужем, дети: Семён (род. 6 декабря 2016 года), Варвара (род. 9 сентября 2019 года).
Хобби — вязание.